# Psammisia coarctata
Psammisia coarctata är en ljungväxtart som först beskrevs av Hipólito Ruiz López och Pav., och fick sitt nu gällande namn av A. C. Smith. Psammisia coarctata ingår i släktet Psammisia och familjen ljungväxter. Inga underarter finns listade i Catalogue of Life.